# سد صعب
سد صَعَب أحد سدود الطائف التاريخية.

## الوصف
يقع السد جنوب غرب الطائف في وادي صعب على بعد نحو كيلومترين اثنين من ناحية المثناة٬ وقد تهدمت أجزاء من السد٬ ولم تتبق منه إلا كتل صخرية متناثرة٬ ومن أساسات الجدار المتهدم يمكن القول إن هذا السد كان بطول ثمانية وخمسين مترًا وعرض أربعة أمتار٬ مبني من جدارين حشي ما بينهما بأحجار صغيرة٬ يرجع تاريخه إلى العصر الأموي.